# 징역형
| |
| 형법 刑法 |
| 형법학 · 범죄 · 형벌 죄형법정주의 |
| 범죄론 |
| 구성요건 · 실행행위 · 부작위범 간접정범 · 미수범 · 기수범 · 중지범 불능범 · 상당인과관계 고의 · 고의범 · 착오 과실 · 과실범 공범 · 정범 · 공동정범 공모공동정범 · 교사범 · 방조범 |
| 항변 |
| 위법성조각사유 · 위법성 · 책임 · 책임주의 책임능력 · 심신상실 · 심신미약 · 정당행위 · 정당방위 · 긴급피난 · 오상방위 · 과잉방위 · 강요된 행위                                     |
| 죄수 |
| 상상적 경합 · 연속범 · 병합죄 |
| 형벌론 |
| 사형 · 징역 · 금고 벌금 · 구류 · 과료 · 몰수 법정형 · 처단형 · 선고형 자수 · 작량감경 · 집행유예                                                                                  |
| 대인범죄 |
| 폭행죄 · 상해치사죄 · 절도죄 |
| 성범죄 · 성매매알선 · 강간죄 |
| 유괴 · 과실치사상죄 · 살인죄 |
| 대물범죄 |
| 손괴죄 · 방화죄 |
| 절도죄 · 강도죄 · 사기죄 |
| 사법절차 방해죄 |
| 공무집행방해죄 · 뇌물죄 |
| 위증죄 · 배임죄 |
| 미완의 범죄 |
| 시도 · 모의 · 공모 |
| 형법적 항변 |
| 자동증, 음주 & 착오 |
| 정신 이상 · 한정책임능력 |
| 강박 · 필요 |
| 도발 · 정당방위 |
| 다른 7법 영역 |
| 헌법 · 민법 · 형법 |
| 민사소송법 · 형사소송법 · 행정법 |
| 포털: 법 · 법철학 · 형사정책 |
| v • d • e • h |

징역형(懲役刑)은 형법에 규정된 형벌의 한 종류로서, 범죄자를 교도소에 일정기간 동안 구금하는 방식이며, 자유형 중 가장 대표적인 형벌이다.

## 특징
교도소에서 복역하면서 강제노역을 한다. 작업을 과하지 않는 금고와 다르다. 징역형은 보통 파렴치범(예:강도, 강간, 절도, 사기죄 등)에, 금고형은 비파렴치범(예:양심수 등)이나 과실범에 주로 과하여지나, 금고형 수감자도 작업을 하려는 경향과 함께, 금고형에 대한 비판론이 있기에 징역형이 확대되려는 경향을 보인다. 참고로 2010년 10월 25일 법무부에서 밝힌 형법개정안에 따라, 자유형의 경우, 금고는 폐지되고 징역형으로 단일화 될 예정이다.
유기징역과 무기징역이 있고 이 중 무기징역은 종신형이 원칙이나, 모범수로서 제대로 생활하면 가석방되어 나올 수 있고, 대통령의 사면, 복권 조치로 인해 나올 수도 있다. 대한민국에서는 2010년 4월 15일 개정된 형법에 따르면 유기징역은 1개월 이상 30년 이하의 징역으로서, 최대 50년까지 형을 가중할 수 있다. 반대로 형을 감경할 때에는 처벌 기간의 1/2까지 감경할 수 있다. 따라서 미국과 영미법국가와는 달리, 100년형 또는 500년형은 선고 할 수 없다. 이러한 입법주의는 500년 형은 사실상 종신형의 의미를 가지고 있어서, 이름만 유기징역이고 실제는 무기징역이 아니냐는 비판에 의한 것이다. 이 형을 선고받는 사람에게는 자격상실이나 자격정지가 부과될 수도 있다.
징역은 병역에도 영향을 미치는데, 징역을 선고받은 기록이 있으면 장교나 부사관으로의 지원은 아예 막히고, 형량이 6개월 미만이면 현역 복무, 6개월 이상 1년 6개월 미만이면 사회복무요원 대상이 되고, 1년 6개월 이상 6년 미만이면 전시근로역 대상이 되며 6년 이상인 경우 아예 군적이 말소된다.

## 경합범
판결이 확정되지 않은 둘 이상의 죄를 범한 경우나, 혹은 그 죄를 경합범(競合犯)이라고 한다. 판결이 확정된 죄와 그 판결이 확정되기 이전에 범한 죄 사이에도 경합범 관계가 성립한다. 경합범의 종류에는 실체적 경합범과 상상적 경합범이 있는데, 실체적 경합범은 복수의 죄를 지었을 경우를 말하며, 상상적 경합범은 한번의 행위가 복수의 죄에 해당하는 경우를 말한다.
경합범의 처벌은 흡수주의, 가중주의, 병과주의 이렇게 세가지가 있다.
먼저, 흡수주의는 여러개의 복수의 죄 중에서 가장 중한것을 형량으로 정해서 처벌하는 것이고, 가중주의는 복수의 죄 중에서 가장 무거운 죄에 가중해서 처벌하는 것을 말한다. 그리고, 병과주의는 각각의 죄에 해당하는 형을 합산해서 처벌하는 것이다.
서양권을 비롯한 몇몇 국가에서 징역 수백년, 수천년 그 이상의 형벌이 나오는 이유도 병과주의를 채택하고 있기 때문이다.
대한민국의 경우, 가중주의를 기본으로 처벌함을 원칙으로 하고 있으나, 경우에 따라서는 흡수, 병과도 사용하기도 한다.
교도소에서 유기 징역을 선고받을 경우, 복수의 죄 중에서 가장 중한 죄의 반을 합산해서 선고할 수 있다. 예를 들어, 복수의 죄 중에서 가장 중한 죄가 10년이라면 15년까지 선고할 수 있다.
흡수주의를 사용하는 경우는, 복수의 죄 중에서 가장 중한 죄의 형이 사형,무기징역,무기금고가 포함되어 있을 경우이다.
예외적으로, 병과주의를 사용하는 경우도 있는데, 이 경우는, 가장 중한죄의 1.5배가 여러 복수의 죄의 형량을 초과할 경우, 여러 복수의 죄를 합산한다.
예를 들어서, A죄가 6년, B죄가 1년 6월, C죄가 1년일 경우, 가장 중한죄의 반을 가중하면 징역 9년이 되지만, A,B,C죄의 합산이 8년 6월이므로 8년 6월까지 선고할 수 있다.
참고로 과료, 몰수는 징역과 더불어 병과할 수 있다.